# Тайшьоґото

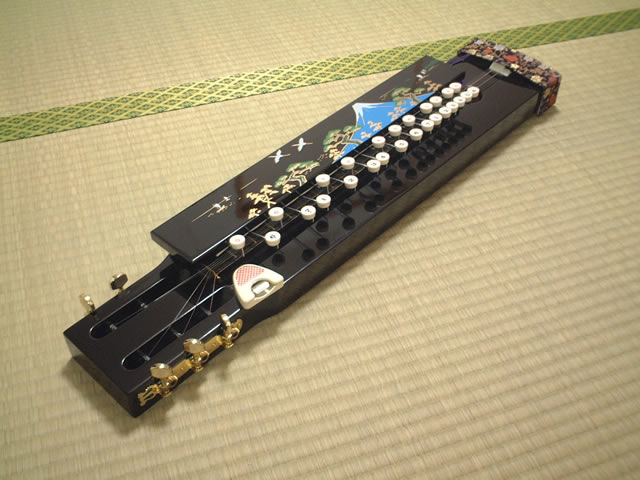
Тайшьоґото, також відома як арфа Нагоя

Тайшьоґото (яп. 大正琴, Taishōgoto), також відомий як арфа Нагоя (Nagoya harp) — це японський струнний музичний інструмент. Назва походить від періоду Тайсьо (1912—1926), коли інструмент уперше з'явився. Згодом тайшьоґото був натуралізований у Східній Африці, де іноді відомий під назвою Taishokoto. Це, по суті, клавішний псалмодикон з кількома струнами.
За своєю конструкцією інструмент подібний до клавішного псалмодикону з кількома струнами. Принцип дії полягає у натисканні клавіш, які притискають струни, змінюючи їх висоту звучання.

## Історія

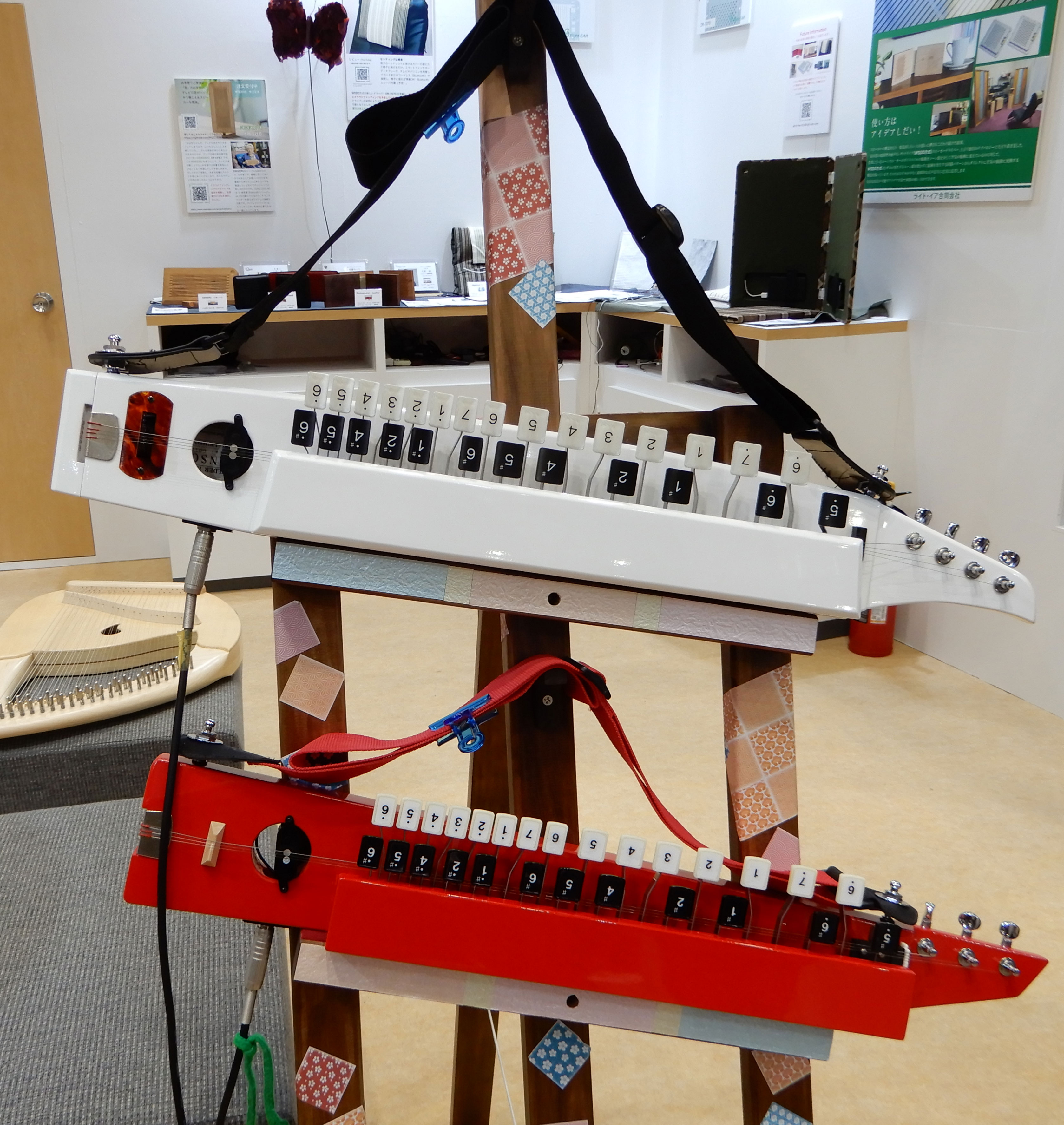

Інструмент був розроблений у 1912 році музикантом Ґоро Морітою (Gorō Morita) в місті Нагоя. Він поєднав механізм друкарської машинки з принципом роботи струнного інструмента.
Тайшьоґото має подібність до індійського бульбуль таранг, пакистанського бенджу, а також німецького аккордолія — усі ці інструменти мають клавіші, які змінюють висоту звуку, натискаючи на струни. Також спостерігається подібність до шведської нікельхарпи, хоча механіка гри на інструментах відрізняється. Інструмент використовувався німецьким краут-рок гуртом Neu! у їхньому дебютному альбомі 1972 року, а також гуртом Harmonia. У пісні «Big Ideas» британського гурту Arctic Monkeys звучить соло на тайшьоґото.

## Типи
Існує чотири основні типи тайшьоґото:
- Сопрано: має 5 або 6 струн;
- Альт: має 4 або 5 струн;
- Тенор і бас: мають по 1 або 2 струни.

Мелодичні струни зазвичай налаштовуються в октаву G, а дронові — у D.